# Ráktasjávri
Ráktasjávri, enligt tidigare ortografi Rautasjaure, är en sjö i Gällivare kommun i Lappland och ingår i Luleälvens huvudavrinningsområde. Sjön har en area på 0,338 kvadratkilometer och ligger 906 meter över havet. Ráktasjávri avvattnas av vattendraget Ráktasjohka.

## Delavrinningsområde
Ráktasjávri ingår i det delavrinningsområde (753843-158967) som SMHI kallar för Utloppet av Kaisejaure. Medelhöjden är 978 meter över havet och ytan är 38,63 kvadratkilometer. Räknas de 2 avrinningsområdena uppströms in blir den ackumulerade arean 55,59 kvadratkilometer. Gáiccajohka (Tjuolakjåkka) som avvattnar avrinningsområdet har biflödesordning 4, vilket innebär att vattnet flödar genom totalt 7 vattendrag (Lihtijohka, Sunddegorži, Suorggejohka, Tjävrráädno, Viedásädno, Stora Luleälven och Luleälven) innan det når havet efter 388 kilometer. Avrinningsområdet består mestadels av kalfjäll (91 procent). Avrinningsområdet har 3,65 kvadratkilometer vattenytor vilket ger det en sjöprocent på 9,4 procent.